# V2455 Orionis
Désignations
V2455 Orionis (V2455 Ori en abrégé et souvent nommée OMC IRS 2 dans la littérature scientifique) est une jeune étoile variable de type Orion située aux abords de la nébuleuse d'Orion, dans la constellation d'Orion. Elle est située à une distance d'environ 392,8 pc (∼1 280 al) de la Terre et elle a suscité un effort de recherche puisqu'elle émet un jet protostellaire qui entre en collision avec le milieu interstellaire et qui crée de nombreux arcs de choc dans son environnement, agissant sous la forme d'un objet de Herbig-Haro.

## Découverte

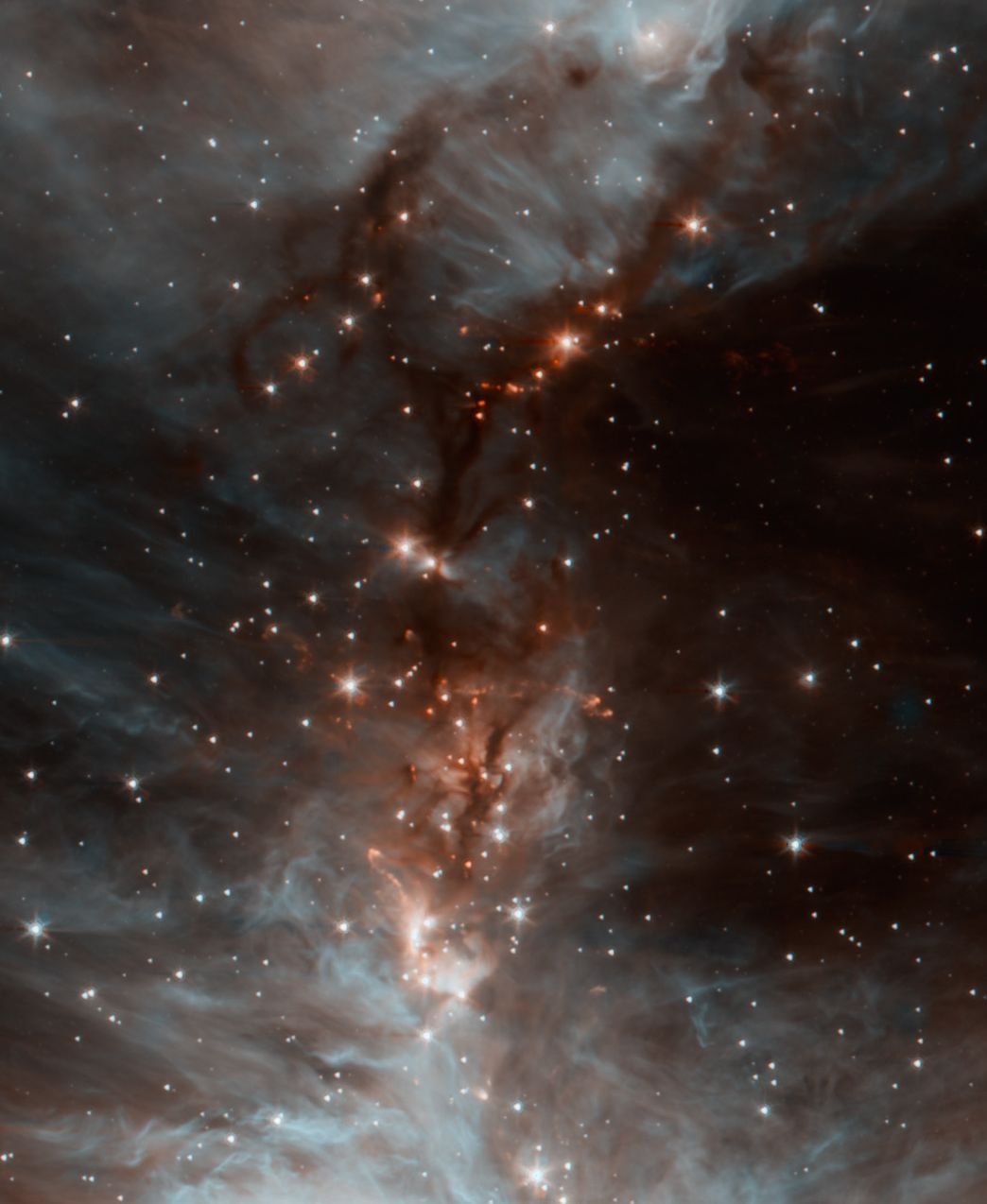
Environnement stellaire de V2455 Orionis tiré depuis une image du télescope spatial Spitzer.

Découverte début 1974, l'étoile a vite été remarquée pour son jet protostellaire et la structure formée par les ondes de choc. Sa première apparition dans la littérature scientifique date d'août 1974, dans un article scientifique nommé A New Infrared Complex and Molecular Cloud in Orion, et elle apparait sous la désignation stellaire de Orion Molecular Cloud Infrared Source 2. Cet article la décrit comme une source infrarouge étendue et elle n'est pas décrite comme une étoile.

V2455 Orionis (à gauche) tiré d'une image du télescope infrarouge du Royaume-Uni.

Les arcs de choc sont ensuite observés pour la première fois en décembre 1986 lors d'une observation des nébuleuses par réflexion, qui sont dans la majorité des cas des objets de Herbig-Haro, mais l'observation de jet protostellaire n'est toujours pas mentionnée. Dans un article publié le 1er décembre 1989, la mention d'une polarisation optique au niveau de la nébuleuse par réflexion est faite. Ce même article évoque la possibilité que la nébuleuse produit une émission infrarouge étendue, sans savoir que l'émission étendue observée est en fait les arcs de choc, mais la mauvaise résolution des images datant de l'époque n'ont pas permis de les identifier comme tels. Les auteurs de l'article émettent également l'hypothèse que la nébuleuse abrite une étoile de classification stellaire allant de A0V (étoile blanche de la séquence principale) à M0V (naine orange-rouge), voire une étoile en phase de variable de T Tauri, ils notent également la détection de l'émission de poussière chauffée ainsi que de l'observation d'arcs de choc aux abords de la nébuleuse.
Un article publié en juin 1993 met en évidence l'existence d'un jeune objet stellaire dans la nébuleuse. L'étoile est ensuite reliée par les auteurs de l'article à un objet de Herbig-Haro situé dans la nébuleuse et les arcs de choc sont aussi reliés à l'étoile.

## Variabilité

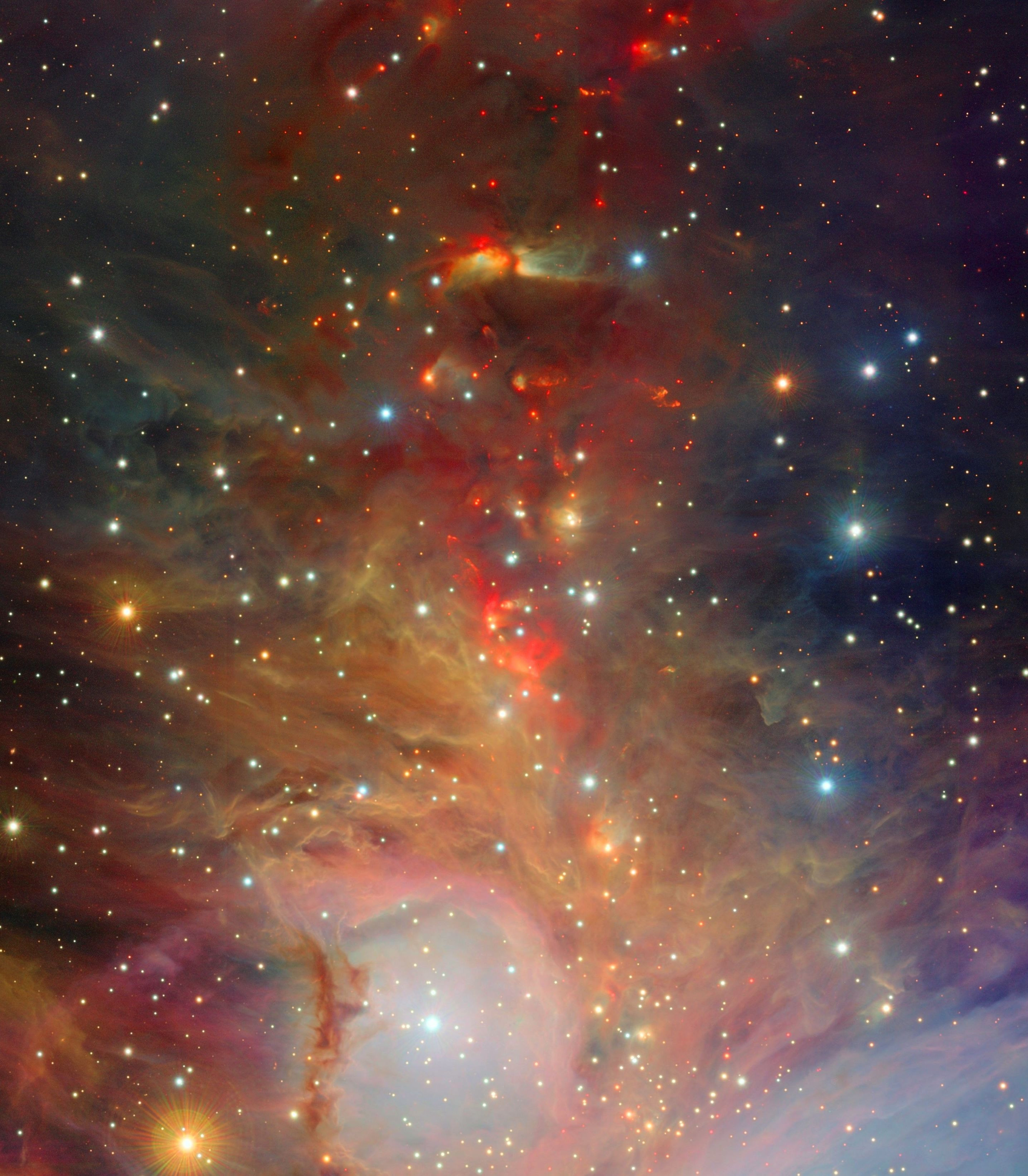
Autre image de l'environnement stellaire de V2455 Orionis tirée d'une cartographie de la nébuleuse d'Orion par le télescope VISTA.

Le programme de recherche All Sky Automated Survey for SuperNovae, un relevé automatisé à la recherche de nouvelles supernovas utilisant 20 télescopes robotisés répartis dans les deux hémisphères, sur cinq sites, a permis de mesurer une variation dans la luminosité apparente de l'étoile. Celle-ci varie de la magnitude apparente de 11,00 à celle de 11,43, en bande infrarouge. Le programme de recherche lui a associé la désignation ASASSN-V J053526.84-050924.5, mais d'anciennes études lui donnent une désignation d'étoile variable de V2455 Orionis et expliquent les variations par la présence d'une activité protostellaire au niveau de l'étoile. La période de variation n'est cependant pas connue mais elle est identifiée d'après le type d'étoile variable de type Orion en tant que variable intermédiaire de type F ou M.
L'activité de l'étoile se produit par un mécanisme équivalent à celui des étoiles de type T Tauri, c'est-à dire une étoile entourée d'un disque d'accrétion et qui produit des jets protostellaires à la manière d'un objet de Herbig-Haro. Le jet protostellaire de V2455 Orionis montre un décalage vers le bleu sur sa partie la plus étendue, ce qui implique que la partie étendue du jet se rapproche de la Terre. L'étoile est également considérée comme une protoétoile, et elle pourrait être reliée à une autre protoétoile, HOPS 370, les calculs de séparation angulaire montrant que les deux sont distantes de 6 600 UA (~0,104 a.l.). Une mesure du télescope spatial Spitzer a permis d'estimer sa luminosité à 315,63 L☉ et sa luminosité bolométrique à 21,0 L☉.